# بوب بيني (مغني)
بوب بيني هو مغني بلجيكي، ولد في 18 مايو 1926 في سينت نيكلاس في بلجيكا، وتوفي في 29 مارس 2011 في بيفيرن في بلجيكا.

## وصلات خارجية
- بوب بيني على موقع IMDb (الإنجليزية)
- بوب بيني على موقع ميوزك برينز (الإنجليزية)
- بوب بيني على موقع أول ميوزيك (الإنجليزية)
- بوب بيني على موقع ديسكوغز (الإنجليزية)